# Arne Nordheim
Arne Nordheim (20. juni 1931 i Larvik – 5. juni 2010 i Oslo) var en norsk komponist.
Nordheim blev uddannet fra Musikkonservatoriet i Oslo i 1952 og debuterede allerede i 1954 med sit første værk. Han begyndte med studere teori og orgel, men skiftede hurtigt spor til komposition. 
Han fik adskillige udmærkelser og priser i løbet af sin karriere, bl.a. fik han Norsk Kulturråds ærespris i 1990. Fra 1982 boede han i statens æresbolig for kunstnere, Grotten. Han blev i 1986 udnævnt til æresborger i Larvik og fik i 1990 Norsk kulturråds ærespris. I 2004 blev han udnævnt til kommandør med stjerne af St. Olavs Orden. Han blev i 2006 udnævnt til æresdoktor ved Norges musikkhøgskole. 